# Tremédica
Mednarodno združenje medicinskih prevajalcev in pisateljev ter sorodnih ved ( špansko Asociación Internacional de Traductores y Redactores de Medicina y Ciencias Afines, kratica Tremédica) je mednarodna organizacija, namenjena promociji poklicev, povezanih z medicinskim prevajanjem.
Ustanovljena je bila decembra 2005 v Washingtonu kot neprofitna organizacija , trenutno pa je registrirana v Barceloni (Španija)  in ima člane iz vsega špansko govorečega sveta. 
Organizacija Tremédica dejavno sodeluje pri organizaciji dogodkov, ki so pomembni za jezikovne vidike medicinskih področij.